# Relações entre China e França
As relações entre China e França referem-se às relações bilaterais formalmente estabelecidas entre a República Popular da China e a República Francesa com impacto em suas atividades econômicas e comerciais, laços políticos e culturais e interações históricas e contemporâneas.
Tanto a China quanto a França desempenham papéis de liderança global e regional e exercem grande influência cultural e política no mundo moderno. Enquanto a França representa uma grande potência já consolidada no cenário geopolítico internacional e outrora detentora de um extenso império colonial, a China é amplamente considerada uma economia robusta e emergente que disputa maior espaço nos grupos de discussão das questões de interesse global. A França ascendeu como uma potência mundial no início do século XVI através do estabelecimento de colônias na América e na África e de sua entrada efetiva no comércio transatlântico nas décadas seguintes. A China, por sua vez, despontou como potência emergente na segunda metade do século XX após uma série de profundas reformas econômicas e sociais implantadas pelo Partido Comunista Chinês.
Ambos os países mantém uma longínqua e complexa relação bilateral marcada por tensões diplomáticas, disputas comerciais e estratégicas e colaboração esporádica em algumas áreas de interesse mútuo. Ambos os países são Membros Permanentes do Conselho de Segurança das Nações Unidas e são países-membros do G20. Além disto, ambos os países possuem declaradamente vastos arsenais nucleares e forças armadas sofisticadas. Entretanto, nas décadas recentes, as tensões entre ambos os países têm sido marcadas principalmente pela discordância em temas de direitos humanos, política energética e política comercial.
| Dados                  | Países                                            | Países                                            |
| Dados                  | China                                             | França                                            |
| ---------------------- | ------------------------------------------------- | ------------------------------------------------- |
| Formação               | 1 de outubro de 1949 (75 anos, 5 meses e 18 dias) | 4 de outubro de 1958 (66 anos, 5 meses e 15 dias) |
| Área (km²)             | 9 596 961 (3º)                                    | 640 679 (42º)                                     |
| População              | 1,4 bi (2023)                                     | 68,5 mi (2024)                                    |
| Densidade populacional | 149 hab./km²                                      | 117 hab./km²                                      |
| Idioma oficial         | mandarim                                          | francês                                           |
| Trocas populacionais   | 24 092 franceses na China (2021)                  | 100 000 chineses na França (2023)                 |
| PIB (PPC)              | Int$37,0 tri (2024)                               | Int$4,3 tri (2024)                                |
| IDH                    | 0,79 (2022) (alto)                                | 0,91 (2022) (muito alto)                          |
| Capital                | Pequim                                            | Paris                                             |
| Maior cidade           | Xangai                                            | Paris                                             |
| Lei fundamental        | Constituição                                      | Constituição                                      |
| Governo                | Estado socialista unitário unipartidário          | República unitária semipresidencialista           |
| Chefe de Estado        | Presidente                                        | Presidente                                        |
| Chefe de governo       | Primeiro-ministro                                 | Primeiro-ministro                                 |
| Legislatura            | Congresso Nacional do Povo                        | Parlamento da França                              |
| Corte                  | Supremo Tribunal Popular                          | Corte de Cassação                                 |
| Aparato militar        | Exército de Libertação Popular                    | Forças Armadas Francesas                          |
| Gastos militares       |                                                   |                                                   |

## História

### 1700–1800: Trocas comerciais e diplomacia cultural

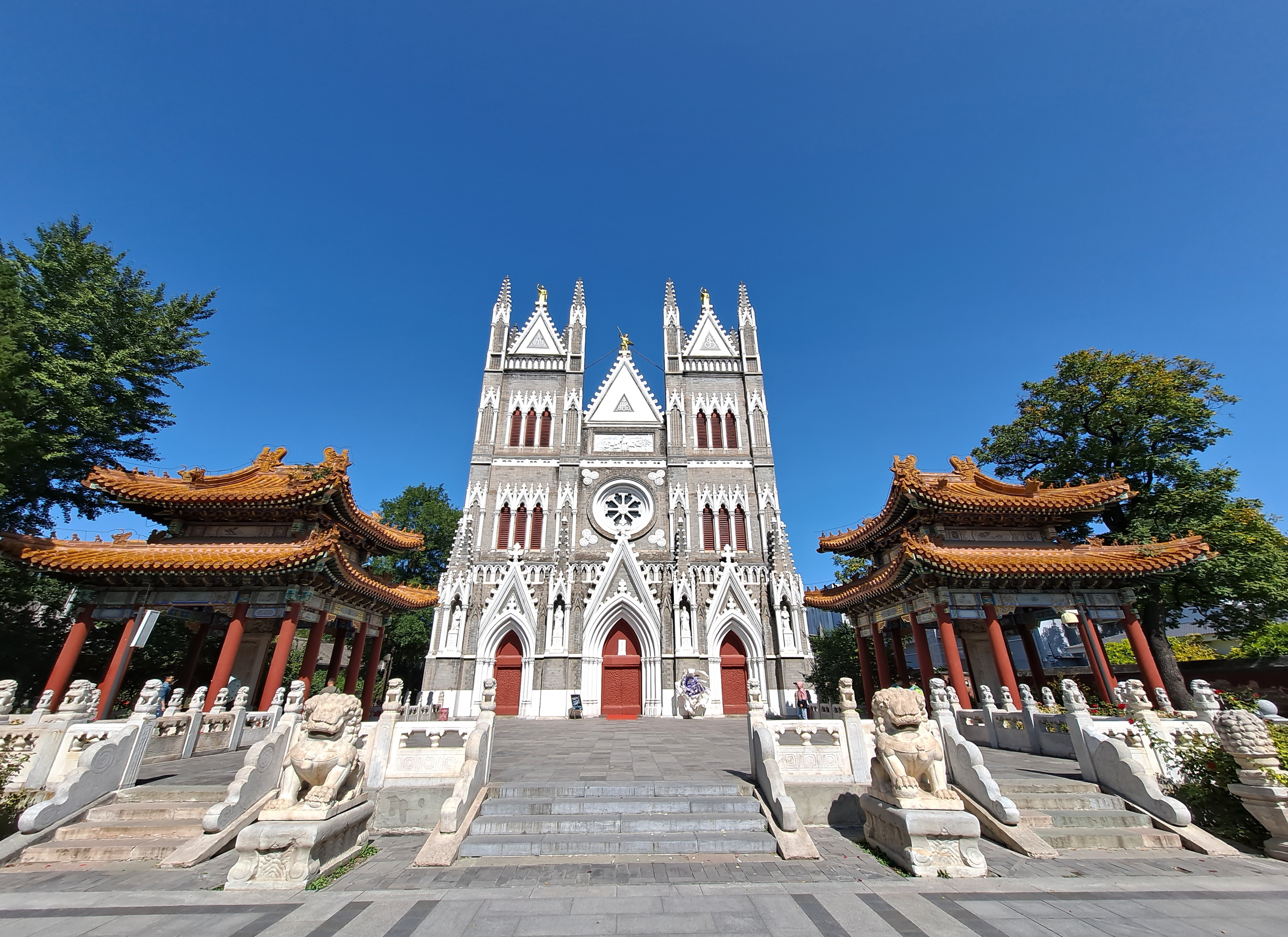
A Igreja do Salvador em Xicheng, um dos primeiros templos católicos em território chinês, foi erguida na década de 1700 em propriedade doada pelo Imperador Kangxi aos jesuítas. As missões jesuíticas estabeleceram os primeiros contatos culturais entre a China Qing e o Reino de França no século XVIII.

O primeiro contato cultural entre chineses e franceses ocorreu através das missões jesuítas patrocinadas pela corte de Luís XIV na década de 1680. Em 1686, Luís XIV, estimulado pelo sucesso da embaixada siamesa em sua corte, enviou uma missão diplomática à corte do Rei Narai buscando estabelecer relações comerciais com o Reino de Aiutaia. A presença francesa tinha como duplo objetivo contrapor o predomínio de holandeses e portugueses na região do Sudeste asiático e beneficiar-se de artigos de decoração siameses. Entretanto, com a morte de Narai e a subsequente Revolução Siamesa de 1688, a França foi expulsa do país e voltou suas atenções às relações comerciais com a China. Inversamente, o Reino do Sião acabou formando relações comerciais com a Holanda. Em 1687, um grupo de missionários jesuítas franceses liderados por Jean de Fontanay desembarcou na China Imperial com a finalidade de trocar conhecimentos em astronomia, ciências da navegação, medicina e engenharia. A comitiva francesa foi recebida com otimismo pela corte imperial chinesa e estabeleceu relações de troca de tecnologias entre os dois países. Na sequência da viagem, o jesuítas passaram a pressionar Luís XIV pela continuidade do contato com o Oriente de forma a contrabalançar a influência do Império Otomano na região. Durante grande parte do reinado de Luís XIV, os emissários franceses conseguiram estabelecer trocas culturais relevantes com a China Imperial, incluindo o desenvolvimento conjunto de técnicas astronômicas e de um novo e mais apurado calendário chinês. Por outro lado, a cultura chinesa ganhou forte popularidade na corte francesa, especialmente nas tendências das artes plásticas e da moda e da arquitetura e decoração, com destaque para o desenvolvimento do estilo Chinoiserie e a construção do Trianon de Porcelana nas dependências do Palácio de Versalhes. Nos anos seguintes, a França tornou-se o principal importador europeu de artigos chineses, como porcelana e iguarias. Apesar das relações culturais bem estabelecidas e desenvolvidas, ambas as nações não estabeleceram relações diplomáticas formais neste período, limitando seu contato a trocas culturais e tecnológicas.

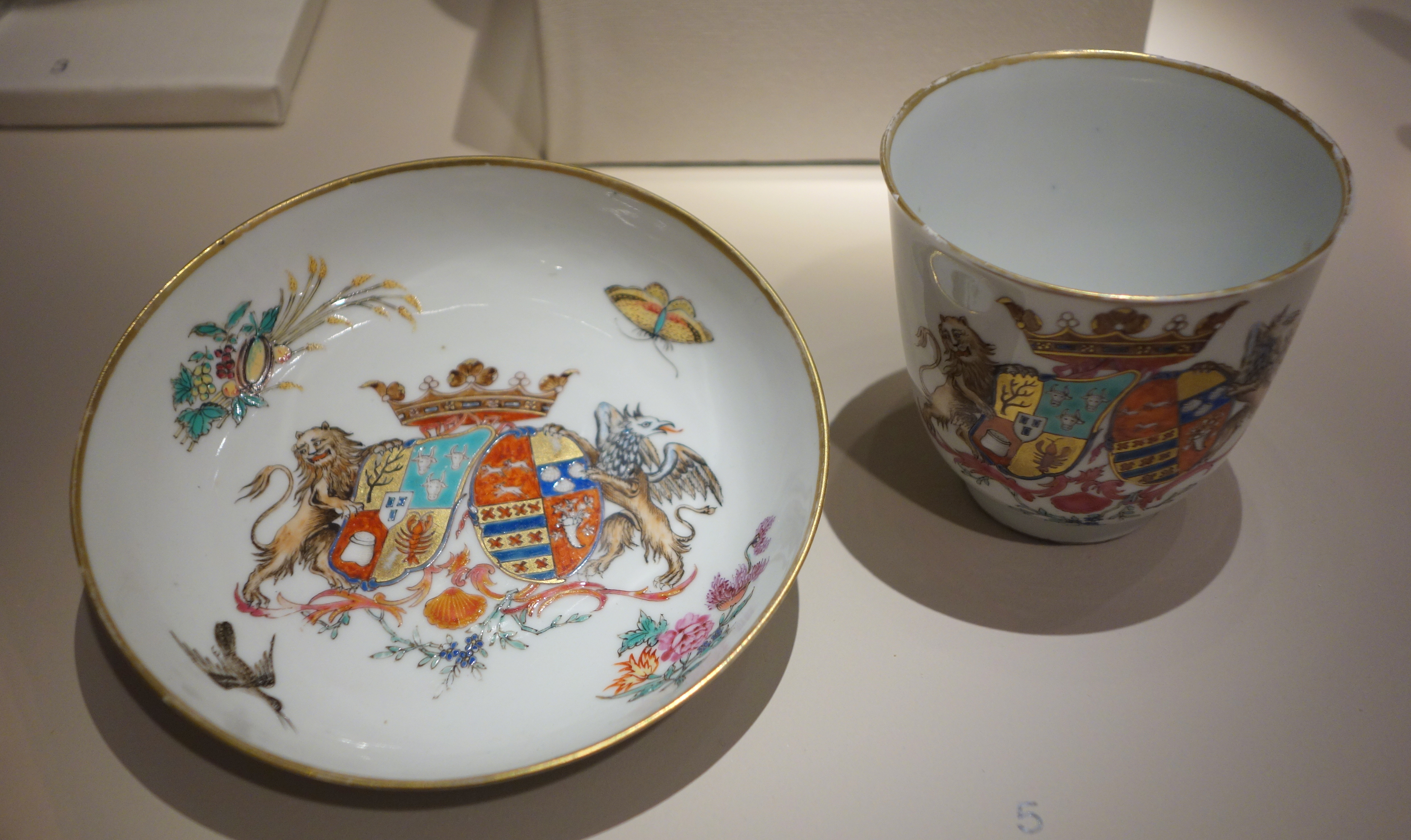
A porcelana chinesa tornou-se um dos principais itens de consumo da corte francesa no século XVIII e impulsionou o comércio entre as duas nações. Na imagem, aparelho de chá em porcelana chinesa, datado de 1740.
— Museu de Arte Chazen, Wisconsin.

Após a recepção de uma comitiva chinesa na França, Luís XIV formalizou o interesse em selar relações diplomáticas com a China. Em 2 de novembro de 1698, após meses de viagem desde o porto de La Rochelle, o navio francês L'Amphitrite atracou em Cantão, trazendo a bordo o pintor Giovanni Battista Gherardini e diversos outros artesãos vidraceiros. A comitiva de artistas e tesouros foi recebida pelos chineses como uma espécie de tributo diplomático através do qual a França reconhecia a supremacia do Imperador da China e pleiteava o direito de comercializar com sua corte. Em 1700, Luís XIV notadamente trajou vestes chinesas em um baile palaciano que contou também com música e ornamentação de inspiração chinesa. No mesmo ano, Kangxi envia mais presentes e tributos a Luís XIV, honrando os compromissos comerciais entre os dois povos. Nos anos seguintes, a corte francesa passou a nutrir um forte apreço por itens de fabricação chinesa, chegando a incorporar fortemente elementos de decoração chinesa na arte e moda francesas. Paralelamente, os chineses passam a importar cada vez mais os esmaltes franceses como símbolo de sofisticação e refinamento artístico. Neste período, a França beneficiou-se fortemente da exportação de vidros, esmaltes, vinhos e outros produtos alimentícios para a China que, por sua vez, manteve a França como um dos principais compradores de sua porcelana.

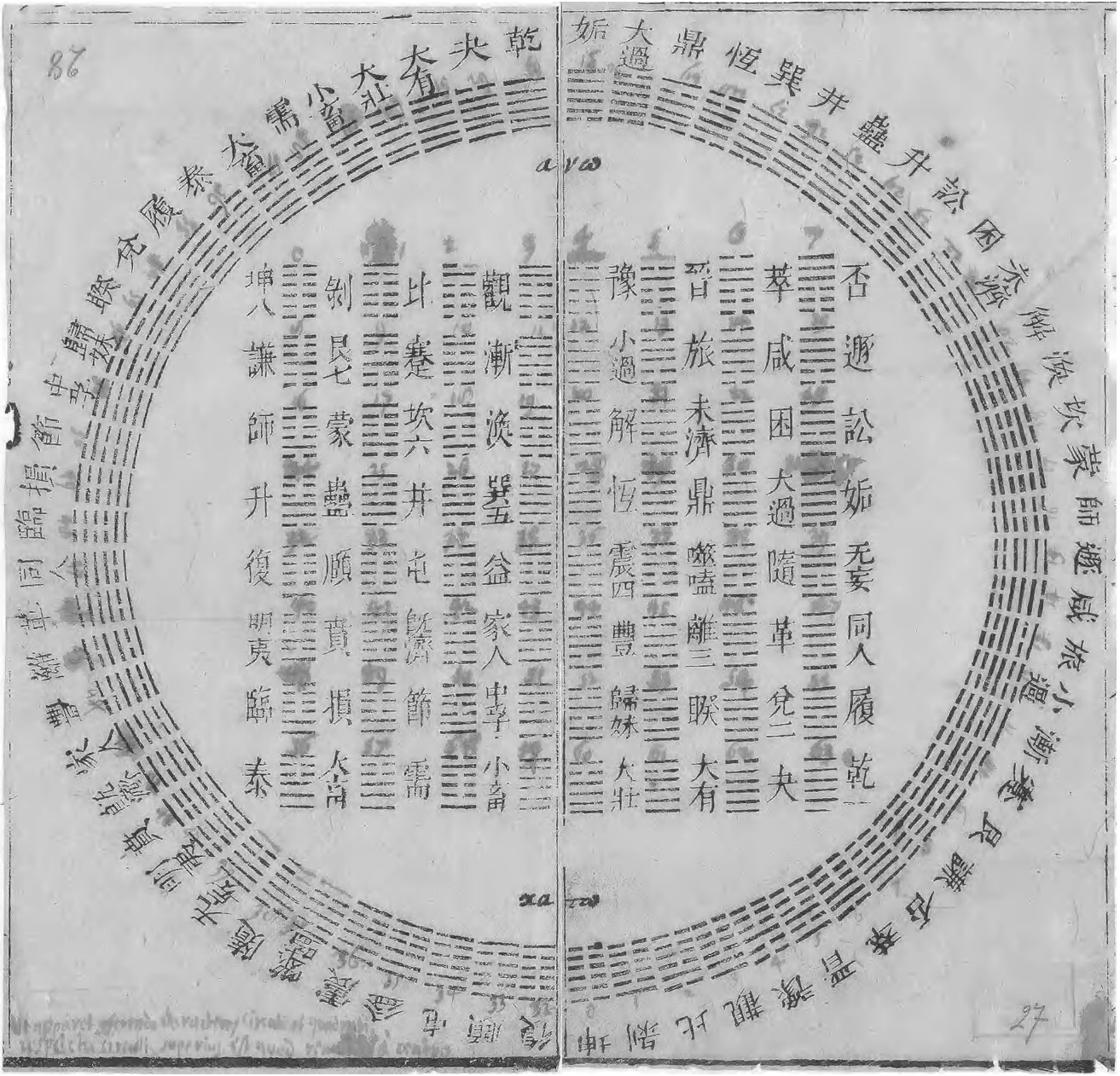
Um diagrama do I Ching de autoria do missionário jesuíta Joachim Bouvet, de 1700. O grande interesse dos missionários cristãos pela cultura religiosa chinesa levou o Papado a proibir práticas tradicionais chinesas por sacerdotes e convertidos ao catolicismo.

O período de grandes trocas culturais e comerciais entre os chineses e os franceses, incentivado principalmente através das missões jesuíticas francesas, chegou a um declínio na década de 1700. Neste período, o Papa Clemente XI através de sua bula Ex illa die proibiu e condenou oficialmente a continuidade e a tolerância aos ritos tradicionais chineses pelos missionários instalados na região. A questão era fruto de uma controvérsia que já havia se propagado nas duas décadas anteriores durante a maior parte do reinado do Imperador Kangxi e dos papados de Inocêncio XII e Clemente XI, respectivamente. Com a pressão da Congregação para a Evangelização dos Povos, a Igreja Católica proibiu intermitentemente a associação dos ritos tradicionais chineses associados ao confucionismo e ao taoísmo às práticas culturais permitidas e observadas pelos missionários jesuítas. A questão tornou-se um ponto extremamente controverso e teve impactos negativos no processo de evangelização dos chineses, reduzindo consideravelmente a área de influência da Igreja Católica e dos colonizadores franceses na região.
Em 1723, os missionários cristãos na China (conhecidos localmente como "yangguizi" (ou "demônios ocidentais") foram expulsos do país pelo Imperador Yongzheng, filho e sucessor de Kangxi. Contudo, em seu processo de retorno, os jesuítas trouxeram de volta para a Europa o modelo das grandes escolas de mandarim. Influenciados por este modelo chinês, as autoridades do Império Francês desenvolveram as grandes escolas de formação de funcionários públicos no início no século XIX.

### Século XIX: Colonialismo francês e isolamento chinês
Após um longo período de trocas comerciais intensas e uma efervescente troca cultural entre os dois povos especialmente durante os reinados de Luís XIV e Luís XV, a França passou por um período de forte turbulência interna agravada pela Revolução Francesa e as subsequentes Guerras Revolucionárias (1792–1802). O conflito, que perdurou por cerca de uma década ininterruptamente, drenou severamente a capacidade diplomática e militar dos franceses, restringindo sua balança comercial e sua presença em outros continentes. Devido à instabilidade interna, a França passou a priorizar a manutenção de suas colônias atlânticas, o comércio transatlântico e a consolidação de relações estáveis e proveitosas com os Estados Unidos e outras nações ocidentais em detrimento da relação comercial chinesa. Por outro lado, a Dinastia Qing adotou uma postura de isolamento comercial e cultural (Haijin) mais forte com relação às potências ocidentais, restringido fortemente seu comércio à região de Cantão, o que dificultava interações mais constantes com a França. 

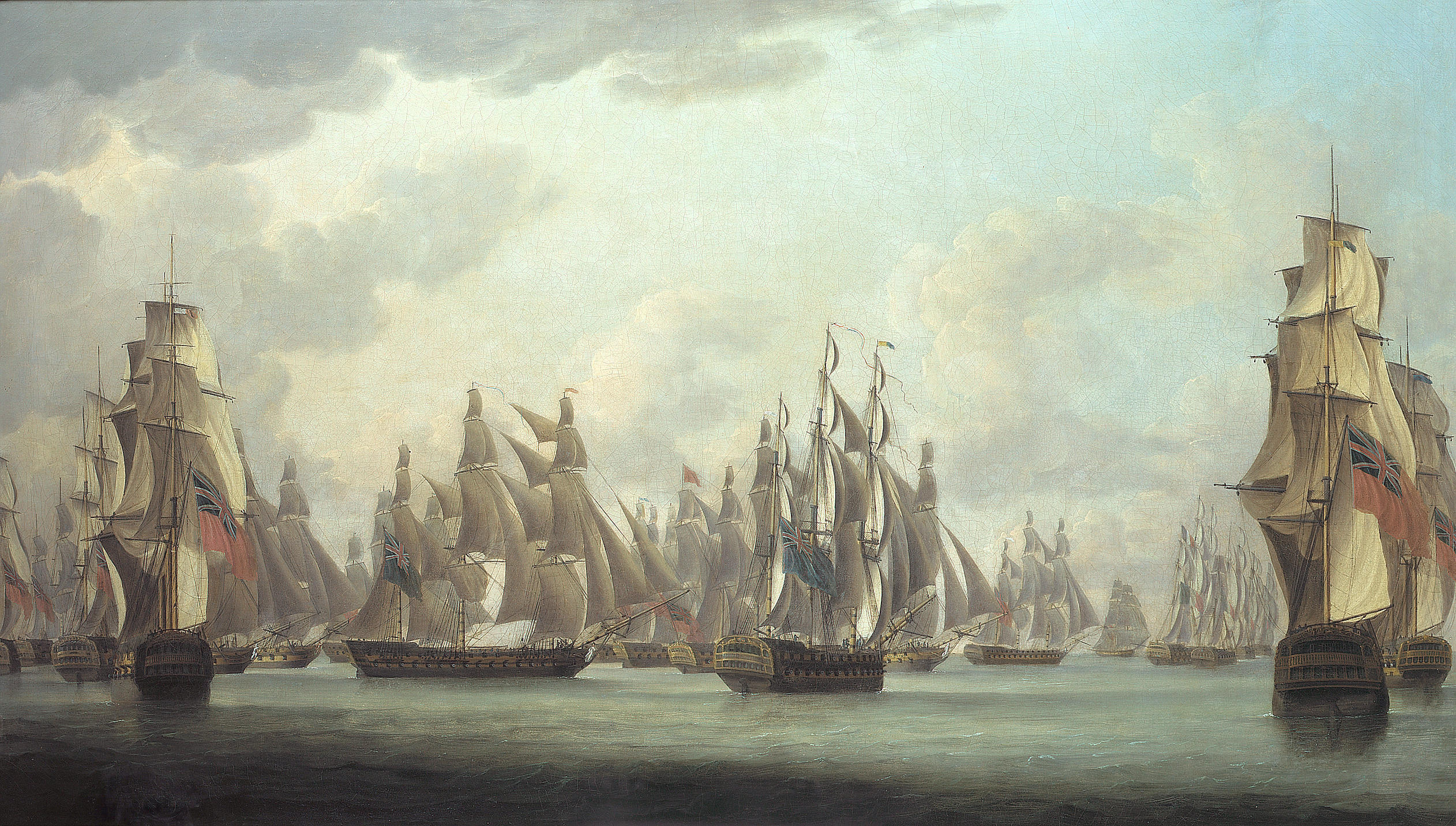
A Batalha de Pulo Aura (1805), embora não tenha envolvido a China Imperial, refletiu o desejo de britânicos e franceses em expandir sua influência na região do Mar do Sul da China.

O interesse francês pelo comércio com a China foi revivido durante os anos derradeiros do reinado de Napoleão, especialmente durante o Governo dos Cem Dias. Segundo a visão dos líderes franceses deste período, a China representava um forte mercado asiático e uma nação estabilizada em uma região de grande benefício comercial para os europeus. Em 1815, a França enviou uma missão diplomática para a China. Entretanto, a missão foi considerada um fracasso por não conseguir estabelecer o contato comercial genuíno com os chineses e as propostas do Ocidente foram rejeitadas pela corte chinesa que, buscava isolamento comercial e cultural e considerava a França um país enfraquecido por décadas de conflitos internos.
Nas décadas seguintes, a França manteve um interesse discreto sobre o comércio com a China devido especialmente à sua prioridade em estabilizar as estruturas estatais francesas após anos de Guerras Napoleônicas. Com a restauração da Casa de Bourbon ao poder em 1815, as elites francesas envolveram-se em diversas negociações diplomáticas com outras nações ocidentais buscando reaver o prestígio diplomático e econômico de que o país dispusera anteriormente. Neste ínterim, a presença francesa sobre a China foi eclipsada pela cada vez mais crescente influência britânica na região.
Reabertura comercial chinesa

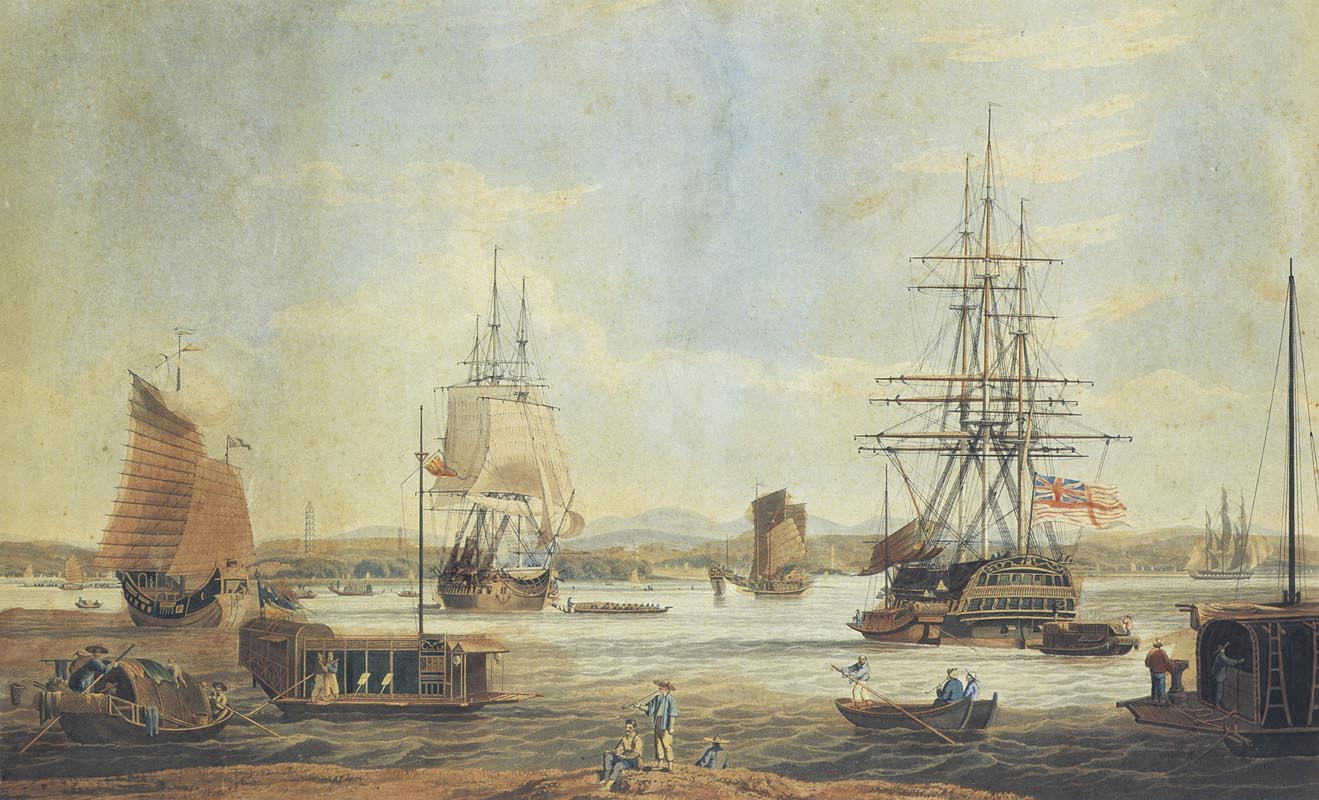
Huggins, Vista do Porto de Whampoa no Rio das Pérolas em Cantão, 1835, óleo sobre tela, Museu Peabody Essex.

A partir da década de 1830, os franceses retomaram o contato diplomático mais efetivo com a China após o sucesso dos britânicos na Guerra do Ópio (1839–1842) e a assinatura do extremamente desigual Tratado de Nanquim em 1842.
Anos mais tarde, em 1844, a França impôs à corte chinesa o Tratado de Whampoa que assegurava, dentre outras medidas, tarifas fixas sobre os produtos franceses e o direito da França de estabelecer consulados na região. O tratado também previa a abertura de cinco portos marítimos chineses a embarcações francesas, contrariando a tradição anterior de manter somente Cantão como entreposto comercial com o Ocidente. Em 1842, Luís Filipe I havia ordenado a abertura de um consulado em Cantão e iniciou o envio de missionários e legados diplomáticos ao país asiático. Neste período, a França buscou não se envolver diretamente nos conflitos sino-britânicos, mantendo uma postura de aliança e neutralidade com ambas as partes, visando a manutenção de seu lucrativo comércio de especiarias e bens de consumo de luxo. Em 1843, o sinólogo Bazin Elder fundou um curso de mandarim no Instituto de Línguas Orientais de Paris. Em 1847, o governo francês nomeou o Barão de Forth-Rouen como primeiro embaixador da França à China, marcando o início formal das relações diplomáticas entre os dois países. 
Segunda Guerra do Ópio

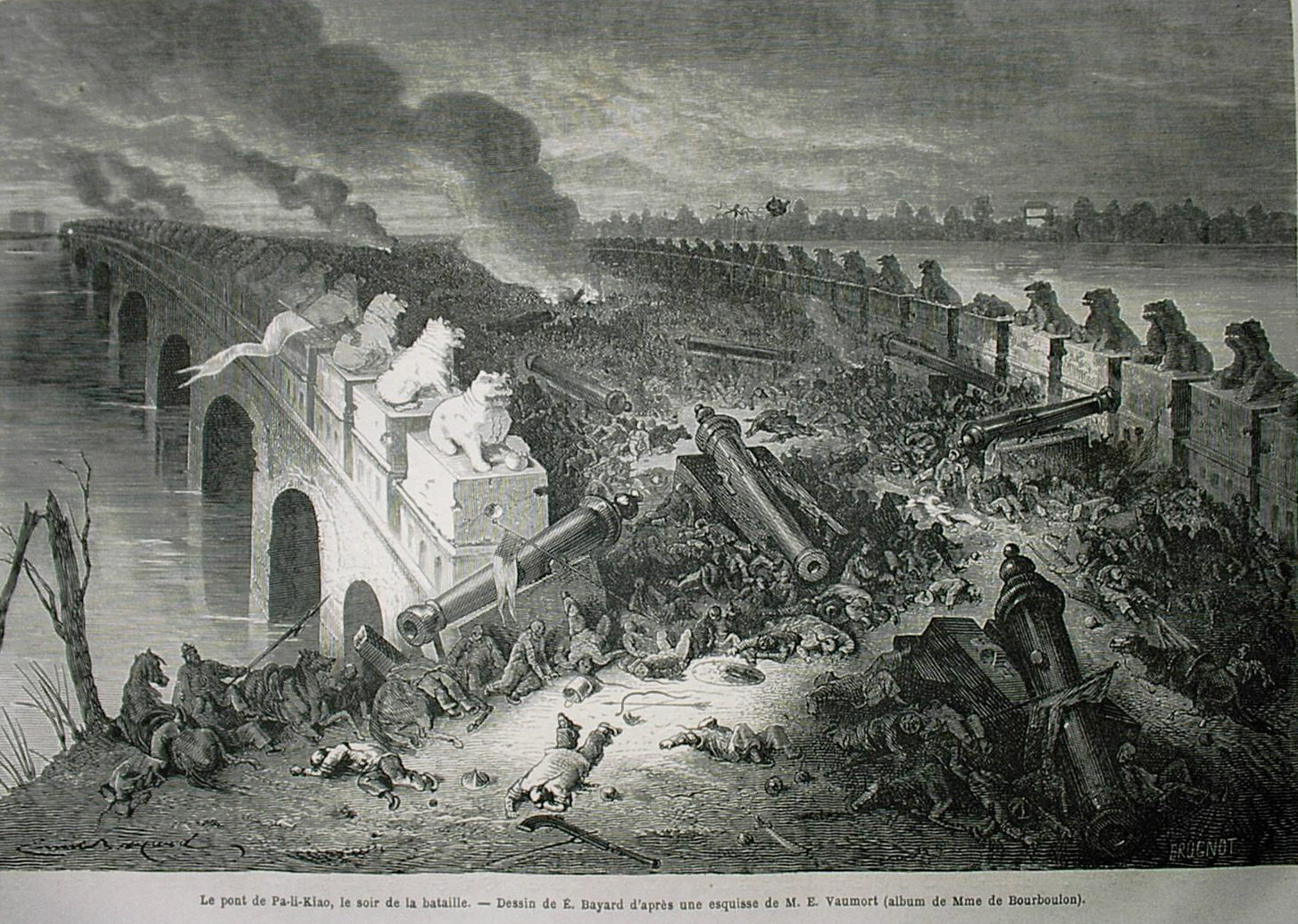
A esmagadora vitória anglo-francesa na Batalha de Palikao selou a predominância dos interesses ocidentais na China Qing, o que foi confirmado posteriormente com a Convenção de Pequim.

À frente do Império Francês desde 1852, Napoleão III alterou os rumos da diplomacia com a China, buscando uma influência mais efetiva dos franceses no Sudeste asiático. Na época, a França também desejava controlar efetivamente as regiões do Sião e da Indochina e competir mais diretamente com a estrutura colonial britânica. 
Em 1856, aliado aos interesses imperialistas britânicos, o governo de Napoleão III participou ativamente na Segunda Guerra do Ópio (1856–1860). A França levantou o pretexto de buscar reparação pelas perseguições aos comerciantes e missionários franceses e especialmente a execução brutal do missionário francês Auguste Chapdelaine, cuja tortura e prisão foram classificados como um rompimento intencional dos termos do Tratado de Whampoa.
Em dezembro de 1857, os franceses uniram forças com os britânicos - que buscavam reparação pelo confisco do navio Arrow - e iniciaram uma ação militar conjunta sobre a cidade de Cantão. Rapidamente, as tropas anglo-francesas sitiaram a cidade e marcharam para Pequim buscando impor novos acordos com a corte imperial. Em 1858, após quase um ano de conflitos, os chineses concordaram em assinar o Tratado de Tientsin que reconhecia missões diplomáticas europeias e reabria diversos portos chineses ao comércio europeu. Entretanto, o acordo não foi imediatamente honrado pela corte chinesa. Sob a iniciativa do Imperador Xianfeng, a China Qing esboçou um movimento de contra-ataque. Entretanto, em 1860, as tropas chinesas foram definitivamente derrotadas pelas forças estrangeiras e Xianfeng reconheceu a derrota no conflito durante a Convenção de Pequim. 
Nas décadas seguintes, a França conseguiu manter seu comércio com a China de forma impositiva mediante à fragmentação interna da Dinastia Qing e as sucessivas derrotas militares dos chineses nos embates contra as potências ocidentais. Neste mesmo período, os franceses estabeleceram mais efetivamente seu controle sobre as regiões vizinhas ao anexar a Cochinchina e estabelecer o Protetorado do Camboja em 1862 e 1863, respectivamente.

## Missões diplomáticas
| Missão            | Estados                             | Estados                                    |
| Missão            | China                               | França                                     |
| ----------------- | ----------------------------------- | ------------------------------------------ |
| Embaixadas        | Paris                               | Pequim                                     |
| Consulados-gerais | Lyon Marselha São Dinis Estrasburgo | Chengdu Cantão Hong Kong Cheniangue Xangai |
| Consulados        | Papeete                             | —                                          |
| Corpo diplomático |                                     |                                            |
| Ministro          | Wang Yi                             | Jean-Noël Barrot                           |
| Embaixador        | Lu Shaye                            | Bertrand Lortholary                        |